# Tuberorachidion lanei
Tuberorachidion lanei är en skalbaggsart som beskrevs av Friedrich F. Tippmann 1953. Tuberorachidion lanei ingår i släktet Tuberorachidion och familjen långhorningar. Inga underarter finns listade i Catalogue of Life.